# Карел Тракслер
Карел Йозеф Тракслер (чеськ. Karel Jozef Traxler, 17 січня 1866, Влахово Бржезі, Південна Чехія, Австро-Угорщина — 15 травня 1936, Волине, Південна Чехія, Чехословаччина) — чеський шахіст і шаховий композитор, католицький священик. Представник чеської школи шахової композиції. Увів до турнірної практики дебют, що отримав назву контратака Тракслера.
|   | a | b | c | d | e | f | g | h |   |
| 8 | a8 чорний ферзь · b8 чорний кінь · f8 білий слон · h8 білий король · b7 чорний пішак · c7 чорний пішак · d7 чорний пішак · h7 білий ферзь · a6 чорна тура · e6 чорний пішак · b5 чорний пішак · e5 чорний король · f5 білий кінь · b4 чорний пішак · d4 білий кінь · f4 чорний пішак · h4 білий пішак · b3 білий пішак · f3 білий пішак · g3 чорний слон · a2 білий пішак · d2 білий пішак | a8 чорний ферзь · b8 чорний кінь · f8 білий слон · h8 білий король · b7 чорний пішак · c7 чорний пішак · d7 чорний пішак · h7 білий ферзь · a6 чорна тура · e6 чорний пішак · b5 чорний пішак · e5 чорний король · f5 білий кінь · b4 чорний пішак · d4 білий кінь · f4 чорний пішак · h4 білий пішак · b3 білий пішак · f3 білий пішак · g3 чорний слон · a2 білий пішак · d2 білий пішак | a8 чорний ферзь · b8 чорний кінь · f8 білий слон · h8 білий король · b7 чорний пішак · c7 чорний пішак · d7 чорний пішак · h7 білий ферзь · a6 чорна тура · e6 чорний пішак · b5 чорний пішак · e5 чорний король · f5 білий кінь · b4 чорний пішак · d4 білий кінь · f4 чорний пішак · h4 білий пішак · b3 білий пішак · f3 білий пішак · g3 чорний слон · a2 білий пішак · d2 білий пішак | a8 чорний ферзь · b8 чорний кінь · f8 білий слон · h8 білий король · b7 чорний пішак · c7 чорний пішак · d7 чорний пішак · h7 білий ферзь · a6 чорна тура · e6 чорний пішак · b5 чорний пішак · e5 чорний король · f5 білий кінь · b4 чорний пішак · d4 білий кінь · f4 чорний пішак · h4 білий пішак · b3 білий пішак · f3 білий пішак · g3 чорний слон · a2 білий пішак · d2 білий пішак | a8 чорний ферзь · b8 чорний кінь · f8 білий слон · h8 білий король · b7 чорний пішак · c7 чорний пішак · d7 чорний пішак · h7 білий ферзь · a6 чорна тура · e6 чорний пішак · b5 чорний пішак · e5 чорний король · f5 білий кінь · b4 чорний пішак · d4 білий кінь · f4 чорний пішак · h4 білий пішак · b3 білий пішак · f3 білий пішак · g3 чорний слон · a2 білий пішак · d2 білий пішак | a8 чорний ферзь · b8 чорний кінь · f8 білий слон · h8 білий король · b7 чорний пішак · c7 чорний пішак · d7 чорний пішак · h7 білий ферзь · a6 чорна тура · e6 чорний пішак · b5 чорний пішак · e5 чорний король · f5 білий кінь · b4 чорний пішак · d4 білий кінь · f4 чорний пішак · h4 білий пішак · b3 білий пішак · f3 білий пішак · g3 чорний слон · a2 білий пішак · d2 білий пішак | a8 чорний ферзь · b8 чорний кінь · f8 білий слон · h8 білий король · b7 чорний пішак · c7 чорний пішак · d7 чорний пішак · h7 білий ферзь · a6 чорна тура · e6 чорний пішак · b5 чорний пішак · e5 чорний король · f5 білий кінь · b4 чорний пішак · d4 білий кінь · f4 чорний пішак · h4 білий пішак · b3 білий пішак · f3 білий пішак · g3 чорний слон · a2 білий пішак · d2 білий пішак | a8 чорний ферзь · b8 чорний кінь · f8 білий слон · h8 білий король · b7 чорний пішак · c7 чорний пішак · d7 чорний пішак · h7 білий ферзь · a6 чорна тура · e6 чорний пішак · b5 чорний пішак · e5 чорний король · f5 білий кінь · b4 чорний пішак · d4 білий кінь · f4 чорний пішак · h4 білий пішак · b3 білий пішак · f3 білий пішак · g3 чорний слон · a2 білий пішак · d2 білий пішак | 8 |
| 7 | a8 чорний ферзь · b8 чорний кінь · f8 білий слон · h8 білий король · b7 чорний пішак · c7 чорний пішак · d7 чорний пішак · h7 білий ферзь · a6 чорна тура · e6 чорний пішак · b5 чорний пішак · e5 чорний король · f5 білий кінь · b4 чорний пішак · d4 білий кінь · f4 чорний пішак · h4 білий пішак · b3 білий пішак · f3 білий пішак · g3 чорний слон · a2 білий пішак · d2 білий пішак | a8 чорний ферзь · b8 чорний кінь · f8 білий слон · h8 білий король · b7 чорний пішак · c7 чорний пішак · d7 чорний пішак · h7 білий ферзь · a6 чорна тура · e6 чорний пішак · b5 чорний пішак · e5 чорний король · f5 білий кінь · b4 чорний пішак · d4 білий кінь · f4 чорний пішак · h4 білий пішак · b3 білий пішак · f3 білий пішак · g3 чорний слон · a2 білий пішак · d2 білий пішак | a8 чорний ферзь · b8 чорний кінь · f8 білий слон · h8 білий король · b7 чорний пішак · c7 чорний пішак · d7 чорний пішак · h7 білий ферзь · a6 чорна тура · e6 чорний пішак · b5 чорний пішак · e5 чорний король · f5 білий кінь · b4 чорний пішак · d4 білий кінь · f4 чорний пішак · h4 білий пішак · b3 білий пішак · f3 білий пішак · g3 чорний слон · a2 білий пішак · d2 білий пішак | a8 чорний ферзь · b8 чорний кінь · f8 білий слон · h8 білий король · b7 чорний пішак · c7 чорний пішак · d7 чорний пішак · h7 білий ферзь · a6 чорна тура · e6 чорний пішак · b5 чорний пішак · e5 чорний король · f5 білий кінь · b4 чорний пішак · d4 білий кінь · f4 чорний пішак · h4 білий пішак · b3 білий пішак · f3 білий пішак · g3 чорний слон · a2 білий пішак · d2 білий пішак | a8 чорний ферзь · b8 чорний кінь · f8 білий слон · h8 білий король · b7 чорний пішак · c7 чорний пішак · d7 чорний пішак · h7 білий ферзь · a6 чорна тура · e6 чорний пішак · b5 чорний пішак · e5 чорний король · f5 білий кінь · b4 чорний пішак · d4 білий кінь · f4 чорний пішак · h4 білий пішак · b3 білий пішак · f3 білий пішак · g3 чорний слон · a2 білий пішак · d2 білий пішак | a8 чорний ферзь · b8 чорний кінь · f8 білий слон · h8 білий король · b7 чорний пішак · c7 чорний пішак · d7 чорний пішак · h7 білий ферзь · a6 чорна тура · e6 чорний пішак · b5 чорний пішак · e5 чорний король · f5 білий кінь · b4 чорний пішак · d4 білий кінь · f4 чорний пішак · h4 білий пішак · b3 білий пішак · f3 білий пішак · g3 чорний слон · a2 білий пішак · d2 білий пішак | a8 чорний ферзь · b8 чорний кінь · f8 білий слон · h8 білий король · b7 чорний пішак · c7 чорний пішак · d7 чорний пішак · h7 білий ферзь · a6 чорна тура · e6 чорний пішак · b5 чорний пішак · e5 чорний король · f5 білий кінь · b4 чорний пішак · d4 білий кінь · f4 чорний пішак · h4 білий пішак · b3 білий пішак · f3 білий пішак · g3 чорний слон · a2 білий пішак · d2 білий пішак | a8 чорний ферзь · b8 чорний кінь · f8 білий слон · h8 білий король · b7 чорний пішак · c7 чорний пішак · d7 чорний пішак · h7 білий ферзь · a6 чорна тура · e6 чорний пішак · b5 чорний пішак · e5 чорний король · f5 білий кінь · b4 чорний пішак · d4 білий кінь · f4 чорний пішак · h4 білий пішак · b3 білий пішак · f3 білий пішак · g3 чорний слон · a2 білий пішак · d2 білий пішак | 7 |
| 6 | a8 чорний ферзь · b8 чорний кінь · f8 білий слон · h8 білий король · b7 чорний пішак · c7 чорний пішак · d7 чорний пішак · h7 білий ферзь · a6 чорна тура · e6 чорний пішак · b5 чорний пішак · e5 чорний король · f5 білий кінь · b4 чорний пішак · d4 білий кінь · f4 чорний пішак · h4 білий пішак · b3 білий пішак · f3 білий пішак · g3 чорний слон · a2 білий пішак · d2 білий пішак | a8 чорний ферзь · b8 чорний кінь · f8 білий слон · h8 білий король · b7 чорний пішак · c7 чорний пішак · d7 чорний пішак · h7 білий ферзь · a6 чорна тура · e6 чорний пішак · b5 чорний пішак · e5 чорний король · f5 білий кінь · b4 чорний пішак · d4 білий кінь · f4 чорний пішак · h4 білий пішак · b3 білий пішак · f3 білий пішак · g3 чорний слон · a2 білий пішак · d2 білий пішак | a8 чорний ферзь · b8 чорний кінь · f8 білий слон · h8 білий король · b7 чорний пішак · c7 чорний пішак · d7 чорний пішак · h7 білий ферзь · a6 чорна тура · e6 чорний пішак · b5 чорний пішак · e5 чорний король · f5 білий кінь · b4 чорний пішак · d4 білий кінь · f4 чорний пішак · h4 білий пішак · b3 білий пішак · f3 білий пішак · g3 чорний слон · a2 білий пішак · d2 білий пішак | a8 чорний ферзь · b8 чорний кінь · f8 білий слон · h8 білий король · b7 чорний пішак · c7 чорний пішак · d7 чорний пішак · h7 білий ферзь · a6 чорна тура · e6 чорний пішак · b5 чорний пішак · e5 чорний король · f5 білий кінь · b4 чорний пішак · d4 білий кінь · f4 чорний пішак · h4 білий пішак · b3 білий пішак · f3 білий пішак · g3 чорний слон · a2 білий пішак · d2 білий пішак | a8 чорний ферзь · b8 чорний кінь · f8 білий слон · h8 білий король · b7 чорний пішак · c7 чорний пішак · d7 чорний пішак · h7 білий ферзь · a6 чорна тура · e6 чорний пішак · b5 чорний пішак · e5 чорний король · f5 білий кінь · b4 чорний пішак · d4 білий кінь · f4 чорний пішак · h4 білий пішак · b3 білий пішак · f3 білий пішак · g3 чорний слон · a2 білий пішак · d2 білий пішак | a8 чорний ферзь · b8 чорний кінь · f8 білий слон · h8 білий король · b7 чорний пішак · c7 чорний пішак · d7 чорний пішак · h7 білий ферзь · a6 чорна тура · e6 чорний пішак · b5 чорний пішак · e5 чорний король · f5 білий кінь · b4 чорний пішак · d4 білий кінь · f4 чорний пішак · h4 білий пішак · b3 білий пішак · f3 білий пішак · g3 чорний слон · a2 білий пішак · d2 білий пішак | a8 чорний ферзь · b8 чорний кінь · f8 білий слон · h8 білий король · b7 чорний пішак · c7 чорний пішак · d7 чорний пішак · h7 білий ферзь · a6 чорна тура · e6 чорний пішак · b5 чорний пішак · e5 чорний король · f5 білий кінь · b4 чорний пішак · d4 білий кінь · f4 чорний пішак · h4 білий пішак · b3 білий пішак · f3 білий пішак · g3 чорний слон · a2 білий пішак · d2 білий пішак | a8 чорний ферзь · b8 чорний кінь · f8 білий слон · h8 білий король · b7 чорний пішак · c7 чорний пішак · d7 чорний пішак · h7 білий ферзь · a6 чорна тура · e6 чорний пішак · b5 чорний пішак · e5 чорний король · f5 білий кінь · b4 чорний пішак · d4 білий кінь · f4 чорний пішак · h4 білий пішак · b3 білий пішак · f3 білий пішак · g3 чорний слон · a2 білий пішак · d2 білий пішак | 6 |
| 5 | a8 чорний ферзь · b8 чорний кінь · f8 білий слон · h8 білий король · b7 чорний пішак · c7 чорний пішак · d7 чорний пішак · h7 білий ферзь · a6 чорна тура · e6 чорний пішак · b5 чорний пішак · e5 чорний король · f5 білий кінь · b4 чорний пішак · d4 білий кінь · f4 чорний пішак · h4 білий пішак · b3 білий пішак · f3 білий пішак · g3 чорний слон · a2 білий пішак · d2 білий пішак | a8 чорний ферзь · b8 чорний кінь · f8 білий слон · h8 білий король · b7 чорний пішак · c7 чорний пішак · d7 чорний пішак · h7 білий ферзь · a6 чорна тура · e6 чорний пішак · b5 чорний пішак · e5 чорний король · f5 білий кінь · b4 чорний пішак · d4 білий кінь · f4 чорний пішак · h4 білий пішак · b3 білий пішак · f3 білий пішак · g3 чорний слон · a2 білий пішак · d2 білий пішак | a8 чорний ферзь · b8 чорний кінь · f8 білий слон · h8 білий король · b7 чорний пішак · c7 чорний пішак · d7 чорний пішак · h7 білий ферзь · a6 чорна тура · e6 чорний пішак · b5 чорний пішак · e5 чорний король · f5 білий кінь · b4 чорний пішак · d4 білий кінь · f4 чорний пішак · h4 білий пішак · b3 білий пішак · f3 білий пішак · g3 чорний слон · a2 білий пішак · d2 білий пішак | a8 чорний ферзь · b8 чорний кінь · f8 білий слон · h8 білий король · b7 чорний пішак · c7 чорний пішак · d7 чорний пішак · h7 білий ферзь · a6 чорна тура · e6 чорний пішак · b5 чорний пішак · e5 чорний король · f5 білий кінь · b4 чорний пішак · d4 білий кінь · f4 чорний пішак · h4 білий пішак · b3 білий пішак · f3 білий пішак · g3 чорний слон · a2 білий пішак · d2 білий пішак | a8 чорний ферзь · b8 чорний кінь · f8 білий слон · h8 білий король · b7 чорний пішак · c7 чорний пішак · d7 чорний пішак · h7 білий ферзь · a6 чорна тура · e6 чорний пішак · b5 чорний пішак · e5 чорний король · f5 білий кінь · b4 чорний пішак · d4 білий кінь · f4 чорний пішак · h4 білий пішак · b3 білий пішак · f3 білий пішак · g3 чорний слон · a2 білий пішак · d2 білий пішак | a8 чорний ферзь · b8 чорний кінь · f8 білий слон · h8 білий король · b7 чорний пішак · c7 чорний пішак · d7 чорний пішак · h7 білий ферзь · a6 чорна тура · e6 чорний пішак · b5 чорний пішак · e5 чорний король · f5 білий кінь · b4 чорний пішак · d4 білий кінь · f4 чорний пішак · h4 білий пішак · b3 білий пішак · f3 білий пішак · g3 чорний слон · a2 білий пішак · d2 білий пішак | a8 чорний ферзь · b8 чорний кінь · f8 білий слон · h8 білий король · b7 чорний пішак · c7 чорний пішак · d7 чорний пішак · h7 білий ферзь · a6 чорна тура · e6 чорний пішак · b5 чорний пішак · e5 чорний король · f5 білий кінь · b4 чорний пішак · d4 білий кінь · f4 чорний пішак · h4 білий пішак · b3 білий пішак · f3 білий пішак · g3 чорний слон · a2 білий пішак · d2 білий пішак | a8 чорний ферзь · b8 чорний кінь · f8 білий слон · h8 білий король · b7 чорний пішак · c7 чорний пішак · d7 чорний пішак · h7 білий ферзь · a6 чорна тура · e6 чорний пішак · b5 чорний пішак · e5 чорний король · f5 білий кінь · b4 чорний пішак · d4 білий кінь · f4 чорний пішак · h4 білий пішак · b3 білий пішак · f3 білий пішак · g3 чорний слон · a2 білий пішак · d2 білий пішак | 5 |
| 4 | a8 чорний ферзь · b8 чорний кінь · f8 білий слон · h8 білий король · b7 чорний пішак · c7 чорний пішак · d7 чорний пішак · h7 білий ферзь · a6 чорна тура · e6 чорний пішак · b5 чорний пішак · e5 чорний король · f5 білий кінь · b4 чорний пішак · d4 білий кінь · f4 чорний пішак · h4 білий пішак · b3 білий пішак · f3 білий пішак · g3 чорний слон · a2 білий пішак · d2 білий пішак | a8 чорний ферзь · b8 чорний кінь · f8 білий слон · h8 білий король · b7 чорний пішак · c7 чорний пішак · d7 чорний пішак · h7 білий ферзь · a6 чорна тура · e6 чорний пішак · b5 чорний пішак · e5 чорний король · f5 білий кінь · b4 чорний пішак · d4 білий кінь · f4 чорний пішак · h4 білий пішак · b3 білий пішак · f3 білий пішак · g3 чорний слон · a2 білий пішак · d2 білий пішак | a8 чорний ферзь · b8 чорний кінь · f8 білий слон · h8 білий король · b7 чорний пішак · c7 чорний пішак · d7 чорний пішак · h7 білий ферзь · a6 чорна тура · e6 чорний пішак · b5 чорний пішак · e5 чорний король · f5 білий кінь · b4 чорний пішак · d4 білий кінь · f4 чорний пішак · h4 білий пішак · b3 білий пішак · f3 білий пішак · g3 чорний слон · a2 білий пішак · d2 білий пішак | a8 чорний ферзь · b8 чорний кінь · f8 білий слон · h8 білий король · b7 чорний пішак · c7 чорний пішак · d7 чорний пішак · h7 білий ферзь · a6 чорна тура · e6 чорний пішак · b5 чорний пішак · e5 чорний король · f5 білий кінь · b4 чорний пішак · d4 білий кінь · f4 чорний пішак · h4 білий пішак · b3 білий пішак · f3 білий пішак · g3 чорний слон · a2 білий пішак · d2 білий пішак | a8 чорний ферзь · b8 чорний кінь · f8 білий слон · h8 білий король · b7 чорний пішак · c7 чорний пішак · d7 чорний пішак · h7 білий ферзь · a6 чорна тура · e6 чорний пішак · b5 чорний пішак · e5 чорний король · f5 білий кінь · b4 чорний пішак · d4 білий кінь · f4 чорний пішак · h4 білий пішак · b3 білий пішак · f3 білий пішак · g3 чорний слон · a2 білий пішак · d2 білий пішак | a8 чорний ферзь · b8 чорний кінь · f8 білий слон · h8 білий король · b7 чорний пішак · c7 чорний пішак · d7 чорний пішак · h7 білий ферзь · a6 чорна тура · e6 чорний пішак · b5 чорний пішак · e5 чорний король · f5 білий кінь · b4 чорний пішак · d4 білий кінь · f4 чорний пішак · h4 білий пішак · b3 білий пішак · f3 білий пішак · g3 чорний слон · a2 білий пішак · d2 білий пішак | a8 чорний ферзь · b8 чорний кінь · f8 білий слон · h8 білий король · b7 чорний пішак · c7 чорний пішак · d7 чорний пішак · h7 білий ферзь · a6 чорна тура · e6 чорний пішак · b5 чорний пішак · e5 чорний король · f5 білий кінь · b4 чорний пішак · d4 білий кінь · f4 чорний пішак · h4 білий пішак · b3 білий пішак · f3 білий пішак · g3 чорний слон · a2 білий пішак · d2 білий пішак | a8 чорний ферзь · b8 чорний кінь · f8 білий слон · h8 білий король · b7 чорний пішак · c7 чорний пішак · d7 чорний пішак · h7 білий ферзь · a6 чорна тура · e6 чорний пішак · b5 чорний пішак · e5 чорний король · f5 білий кінь · b4 чорний пішак · d4 білий кінь · f4 чорний пішак · h4 білий пішак · b3 білий пішак · f3 білий пішак · g3 чорний слон · a2 білий пішак · d2 білий пішак | 4 |
| 3 | a8 чорний ферзь · b8 чорний кінь · f8 білий слон · h8 білий король · b7 чорний пішак · c7 чорний пішак · d7 чорний пішак · h7 білий ферзь · a6 чорна тура · e6 чорний пішак · b5 чорний пішак · e5 чорний король · f5 білий кінь · b4 чорний пішак · d4 білий кінь · f4 чорний пішак · h4 білий пішак · b3 білий пішак · f3 білий пішак · g3 чорний слон · a2 білий пішак · d2 білий пішак | a8 чорний ферзь · b8 чорний кінь · f8 білий слон · h8 білий король · b7 чорний пішак · c7 чорний пішак · d7 чорний пішак · h7 білий ферзь · a6 чорна тура · e6 чорний пішак · b5 чорний пішак · e5 чорний король · f5 білий кінь · b4 чорний пішак · d4 білий кінь · f4 чорний пішак · h4 білий пішак · b3 білий пішак · f3 білий пішак · g3 чорний слон · a2 білий пішак · d2 білий пішак | a8 чорний ферзь · b8 чорний кінь · f8 білий слон · h8 білий король · b7 чорний пішак · c7 чорний пішак · d7 чорний пішак · h7 білий ферзь · a6 чорна тура · e6 чорний пішак · b5 чорний пішак · e5 чорний король · f5 білий кінь · b4 чорний пішак · d4 білий кінь · f4 чорний пішак · h4 білий пішак · b3 білий пішак · f3 білий пішак · g3 чорний слон · a2 білий пішак · d2 білий пішак | a8 чорний ферзь · b8 чорний кінь · f8 білий слон · h8 білий король · b7 чорний пішак · c7 чорний пішак · d7 чорний пішак · h7 білий ферзь · a6 чорна тура · e6 чорний пішак · b5 чорний пішак · e5 чорний король · f5 білий кінь · b4 чорний пішак · d4 білий кінь · f4 чорний пішак · h4 білий пішак · b3 білий пішак · f3 білий пішак · g3 чорний слон · a2 білий пішак · d2 білий пішак | a8 чорний ферзь · b8 чорний кінь · f8 білий слон · h8 білий король · b7 чорний пішак · c7 чорний пішак · d7 чорний пішак · h7 білий ферзь · a6 чорна тура · e6 чорний пішак · b5 чорний пішак · e5 чорний король · f5 білий кінь · b4 чорний пішак · d4 білий кінь · f4 чорний пішак · h4 білий пішак · b3 білий пішак · f3 білий пішак · g3 чорний слон · a2 білий пішак · d2 білий пішак | a8 чорний ферзь · b8 чорний кінь · f8 білий слон · h8 білий король · b7 чорний пішак · c7 чорний пішак · d7 чорний пішак · h7 білий ферзь · a6 чорна тура · e6 чорний пішак · b5 чорний пішак · e5 чорний король · f5 білий кінь · b4 чорний пішак · d4 білий кінь · f4 чорний пішак · h4 білий пішак · b3 білий пішак · f3 білий пішак · g3 чорний слон · a2 білий пішак · d2 білий пішак | a8 чорний ферзь · b8 чорний кінь · f8 білий слон · h8 білий король · b7 чорний пішак · c7 чорний пішак · d7 чорний пішак · h7 білий ферзь · a6 чорна тура · e6 чорний пішак · b5 чорний пішак · e5 чорний король · f5 білий кінь · b4 чорний пішак · d4 білий кінь · f4 чорний пішак · h4 білий пішак · b3 білий пішак · f3 білий пішак · g3 чорний слон · a2 білий пішак · d2 білий пішак | a8 чорний ферзь · b8 чорний кінь · f8 білий слон · h8 білий король · b7 чорний пішак · c7 чорний пішак · d7 чорний пішак · h7 білий ферзь · a6 чорна тура · e6 чорний пішак · b5 чорний пішак · e5 чорний король · f5 білий кінь · b4 чорний пішак · d4 білий кінь · f4 чорний пішак · h4 білий пішак · b3 білий пішак · f3 білий пішак · g3 чорний слон · a2 білий пішак · d2 білий пішак | 3 |
| 2 | a8 чорний ферзь · b8 чорний кінь · f8 білий слон · h8 білий король · b7 чорний пішак · c7 чорний пішак · d7 чорний пішак · h7 білий ферзь · a6 чорна тура · e6 чорний пішак · b5 чорний пішак · e5 чорний король · f5 білий кінь · b4 чорний пішак · d4 білий кінь · f4 чорний пішак · h4 білий пішак · b3 білий пішак · f3 білий пішак · g3 чорний слон · a2 білий пішак · d2 білий пішак | a8 чорний ферзь · b8 чорний кінь · f8 білий слон · h8 білий король · b7 чорний пішак · c7 чорний пішак · d7 чорний пішак · h7 білий ферзь · a6 чорна тура · e6 чорний пішак · b5 чорний пішак · e5 чорний король · f5 білий кінь · b4 чорний пішак · d4 білий кінь · f4 чорний пішак · h4 білий пішак · b3 білий пішак · f3 білий пішак · g3 чорний слон · a2 білий пішак · d2 білий пішак | a8 чорний ферзь · b8 чорний кінь · f8 білий слон · h8 білий король · b7 чорний пішак · c7 чорний пішак · d7 чорний пішак · h7 білий ферзь · a6 чорна тура · e6 чорний пішак · b5 чорний пішак · e5 чорний король · f5 білий кінь · b4 чорний пішак · d4 білий кінь · f4 чорний пішак · h4 білий пішак · b3 білий пішак · f3 білий пішак · g3 чорний слон · a2 білий пішак · d2 білий пішак | a8 чорний ферзь · b8 чорний кінь · f8 білий слон · h8 білий король · b7 чорний пішак · c7 чорний пішак · d7 чорний пішак · h7 білий ферзь · a6 чорна тура · e6 чорний пішак · b5 чорний пішак · e5 чорний король · f5 білий кінь · b4 чорний пішак · d4 білий кінь · f4 чорний пішак · h4 білий пішак · b3 білий пішак · f3 білий пішак · g3 чорний слон · a2 білий пішак · d2 білий пішак | a8 чорний ферзь · b8 чорний кінь · f8 білий слон · h8 білий король · b7 чорний пішак · c7 чорний пішак · d7 чорний пішак · h7 білий ферзь · a6 чорна тура · e6 чорний пішак · b5 чорний пішак · e5 чорний король · f5 білий кінь · b4 чорний пішак · d4 білий кінь · f4 чорний пішак · h4 білий пішак · b3 білий пішак · f3 білий пішак · g3 чорний слон · a2 білий пішак · d2 білий пішак | a8 чорний ферзь · b8 чорний кінь · f8 білий слон · h8 білий король · b7 чорний пішак · c7 чорний пішак · d7 чорний пішак · h7 білий ферзь · a6 чорна тура · e6 чорний пішак · b5 чорний пішак · e5 чорний король · f5 білий кінь · b4 чорний пішак · d4 білий кінь · f4 чорний пішак · h4 білий пішак · b3 білий пішак · f3 білий пішак · g3 чорний слон · a2 білий пішак · d2 білий пішак | a8 чорний ферзь · b8 чорний кінь · f8 білий слон · h8 білий король · b7 чорний пішак · c7 чорний пішак · d7 чорний пішак · h7 білий ферзь · a6 чорна тура · e6 чорний пішак · b5 чорний пішак · e5 чорний король · f5 білий кінь · b4 чорний пішак · d4 білий кінь · f4 чорний пішак · h4 білий пішак · b3 білий пішак · f3 білий пішак · g3 чорний слон · a2 білий пішак · d2 білий пішак | a8 чорний ферзь · b8 чорний кінь · f8 білий слон · h8 білий король · b7 чорний пішак · c7 чорний пішак · d7 чорний пішак · h7 білий ферзь · a6 чорна тура · e6 чорний пішак · b5 чорний пішак · e5 чорний король · f5 білий кінь · b4 чорний пішак · d4 білий кінь · f4 чорний пішак · h4 білий пішак · b3 білий пішак · f3 білий пішак · g3 чорний слон · a2 білий пішак · d2 білий пішак | 2 |
| 1 | a8 чорний ферзь · b8 чорний кінь · f8 білий слон · h8 білий король · b7 чорний пішак · c7 чорний пішак · d7 чорний пішак · h7 білий ферзь · a6 чорна тура · e6 чорний пішак · b5 чорний пішак · e5 чорний король · f5 білий кінь · b4 чорний пішак · d4 білий кінь · f4 чорний пішак · h4 білий пішак · b3 білий пішак · f3 білий пішак · g3 чорний слон · a2 білий пішак · d2 білий пішак | a8 чорний ферзь · b8 чорний кінь · f8 білий слон · h8 білий король · b7 чорний пішак · c7 чорний пішак · d7 чорний пішак · h7 білий ферзь · a6 чорна тура · e6 чорний пішак · b5 чорний пішак · e5 чорний король · f5 білий кінь · b4 чорний пішак · d4 білий кінь · f4 чорний пішак · h4 білий пішак · b3 білий пішак · f3 білий пішак · g3 чорний слон · a2 білий пішак · d2 білий пішак | a8 чорний ферзь · b8 чорний кінь · f8 білий слон · h8 білий король · b7 чорний пішак · c7 чорний пішак · d7 чорний пішак · h7 білий ферзь · a6 чорна тура · e6 чорний пішак · b5 чорний пішак · e5 чорний король · f5 білий кінь · b4 чорний пішак · d4 білий кінь · f4 чорний пішак · h4 білий пішак · b3 білий пішак · f3 білий пішак · g3 чорний слон · a2 білий пішак · d2 білий пішак | a8 чорний ферзь · b8 чорний кінь · f8 білий слон · h8 білий король · b7 чорний пішак · c7 чорний пішак · d7 чорний пішак · h7 білий ферзь · a6 чорна тура · e6 чорний пішак · b5 чорний пішак · e5 чорний король · f5 білий кінь · b4 чорний пішак · d4 білий кінь · f4 чорний пішак · h4 білий пішак · b3 білий пішак · f3 білий пішак · g3 чорний слон · a2 білий пішак · d2 білий пішак | a8 чорний ферзь · b8 чорний кінь · f8 білий слон · h8 білий король · b7 чорний пішак · c7 чорний пішак · d7 чорний пішак · h7 білий ферзь · a6 чорна тура · e6 чорний пішак · b5 чорний пішак · e5 чорний король · f5 білий кінь · b4 чорний пішак · d4 білий кінь · f4 чорний пішак · h4 білий пішак · b3 білий пішак · f3 білий пішак · g3 чорний слон · a2 білий пішак · d2 білий пішак | a8 чорний ферзь · b8 чорний кінь · f8 білий слон · h8 білий король · b7 чорний пішак · c7 чорний пішак · d7 чорний пішак · h7 білий ферзь · a6 чорна тура · e6 чорний пішак · b5 чорний пішак · e5 чорний король · f5 білий кінь · b4 чорний пішак · d4 білий кінь · f4 чорний пішак · h4 білий пішак · b3 білий пішак · f3 білий пішак · g3 чорний слон · a2 білий пішак · d2 білий пішак | a8 чорний ферзь · b8 чорний кінь · f8 білий слон · h8 білий король · b7 чорний пішак · c7 чорний пішак · d7 чорний пішак · h7 білий ферзь · a6 чорна тура · e6 чорний пішак · b5 чорний пішак · e5 чорний король · f5 білий кінь · b4 чорний пішак · d4 білий кінь · f4 чорний пішак · h4 білий пішак · b3 білий пішак · f3 білий пішак · g3 чорний слон · a2 білий пішак · d2 білий пішак | a8 чорний ферзь · b8 чорний кінь · f8 білий слон · h8 білий король · b7 чорний пішак · c7 чорний пішак · d7 чорний пішак · h7 білий ферзь · a6 чорна тура · e6 чорний пішак · b5 чорний пішак · e5 чорний король · f5 білий кінь · b4 чорний пішак · d4 білий кінь · f4 чорний пішак · h4 білий пішак · b3 білий пішак · f3 білий пішак · g3 чорний слон · a2 білий пішак · d2 білий пішак | 1 |
|   | a | b | c | d | e | f | g | h |   |

Автор понад 900 задач, серед яких дво-, три-, чотири- та багатоходівки, а також самомати. Разом із швагером Й. Котрчем власним коштом видав книгу «Шахові задачі з 1844-1910 років» (чеськ. Šachové úlohy z let 1844-1910; Відень, 1910). Видання містило 247 проблем, понад половину з яких становили його власні твори. Був непоганим гравцем-практиком, брав участь у численних національних турнірах, однак через те, що жив далеко від великих шахових центрів, віддавав перевагу грі за листуванням. У 1896-1899 роках співредагував часопис «České listy šachové». В Альбомі ФІДЕ відзначено 19 його задач.